# Młyńska Woda
Młyńska Woda — rzeka w Polsce, płynie przez województwa: dolnośląskie i wielkopolskie, długość ok. 40 km, lewy dopływ Baryczy, do której wpada połączywszy się przed ujściem z Polską Wodą.
Nad Młyńską Wodą leży miasto Syców, a na rzece utworzono zbiornik retencyjny o nazwie Sośnie.